# Soul (Gold Coast)
Pour les articles homonymes, voir Soul (homonymie).
La tour Soul est un gratte-ciel résidentiel situé dans le district de Surfers Paradise à Gold Coast en Australie. Après avoir été proposé en 2002, le projet a été approuvé par la ville de Gold Coast en 2004. La construction a été réalisée de 2008 à 2012, par l'entreprise Grocon, pour un coût de 850 millions de dollars australiens.

## Histoire
Le site de construction était auparavant occupé par le Raptis Plaza. Début avril 2010, la hauteur de la structure centrale atteignait le quarantième étage. En juillet 2010, l'immeuble atteignait la moitié de sa hauteur finale, soit 138 mètres. Le 14 mars 2011, des travailleurs désertent les lieux pour protester contre le licenciement de 11 carreleurs australiens, alors que des travailleurs coréens conservaient leurs postes. Les propriétaires des appartements situés aux étages 39 et inférieurs ont pu emménager avant que l'immeuble ne soit terminé ; les premiers magasins avaient déjà ouvert en 2014.

## Conception
La tour a été conçue par le cabinet d'architecture DBI Design PL. Elle comprend 288 appartements répartis sur 77 étages ainsi que 5700 m² d'espace de vent au détail. Le coût moyen est de 16490 $ par mètre carré, soit l'un des plus chers de Gold Coast actuellement.